# 宇都宮まき
宇都宮 まき（うつのみや まき、1981年12月26日 - ）は、日本のお笑いタレント、喜劇女優、YouTuberである。
大阪府大阪市城東区出身。吉本興業所属。主に吉本新喜劇で活動。

## 経歴
高校2年生の春に、第70回選抜高等学校野球大会の中継を行っていた毎日放送の「17（セブンティーン）リポーター」として活躍する。
入団当初はやや太目の存在感ある体型だったが、スレンダーな体型になるにつれ五十嵐サキに続く若手マドンナとして活躍する様になる。
2006年、R-1ぐらんぷりやダイナマイト関西に出場し、個人活動が増える。2007年頃より、大食いキャラや貧乏キャラとして活動が盛んになる。大食いに関するエピソードは後述。
2007年、雑誌『週刊プレイボーイ』（2007年12月24・31日合併号）のグラビアに登場し、初の水着や体操服姿等に挑戦している。
2010年11月19日、朝日放送（ABCテレビ）で放送された特別番組『エリまき早希の芸人強化合宿〜秋の瀬戸内編〜』をきっかけに、小泉エリ・稲垣早希とのユニット「エリまき早希」として配信限定シングル「エリまき早希のオープニングテーマ」（全編英語詞）「GO EMS GO」「Still Alive」を発表。2012年4月から2013年3月までは、毎日放送の情報番組『プリプリ』（月 - 金曜9:55 - 10:50、関西ローカルで生放送）で、テレビ・ラジオの帯番組としては自身初の司会を務めていた。
2012年5月13日、吉本新喜劇の公演中に、舞台上で尾骨を骨折。公演後に病院で全治3か月との診断を受けたが、活動はそのまま継続。
2021年7月24日、『せやねん!』（毎日放送）でアキナの山名文和と結婚したことを報告。10月30日の放送で番組卒業を発表した。
2022年4月11日、第1子男児の誕生を報告。
2023年6月17日、第2子男児の誕生を報告。

## 人物
2021年現在の公称サイズは身長166cm、体重48kg、スリーサイズはB88（Dカップ）、W58、H89。

### 芸風・キャラクター
吉本新喜劇以外ではうめだ花月の「芝居もん」に参加している。また、スモールポルノ（吉本新喜劇の座長・小籔千豊率いるコントおよびヒップホップユニット「ビッグポルノ」の準メンバーで構成するユニット）の一員として、外見の印象とは裏腹に下ネタも披露する。2012年9月26日によしもとアール・アンド・シーから発売されたビッグポルノのシングルCD「Tea! Tea! No! oh,,,喫茶?」では、宇都宮が胸をはだけた写真がジャケットの表面、宇都宮の胸の谷間をアップで映した写真が裏面にそれぞれ使われた。吉本新喜劇の若手メンバーによるライブ、『金のひよこLIVE』に『神無月美子』と言うキャラクターで登場。
天然キャラといわれている。高校時代に回転寿司を100個食べたことがあり、その後も串カツ150本を平らげたりする程、かなりの大食いである。
2015年からは、自身でギターの演奏を練習したり、ボイストレーニングを受けたりしている。同年頃からトランペットとハイキングにもハマっている。
Mr.オクレと仲が良い。   
「休みの日には5、6歩しか歩かない」と公言するほど、徒歩嫌いを自認している。しかし2011年には、日本での芸能活動の合間に、2度にわたってスペインを訪問。総延長で200kmを超える街道「カミーノ・デ・サンティアゴ」（サンティアゴ・デ・コンポステーラの巡礼路の1つ）を歩き切った。この模様は、第22回JNN共同制作番組「道の旅人になる- 聖地巡礼200キロの旅-」として、2012年1月9日にTBS系列で全国に放送されている。また、『プリプリ』のVTRロケ企画「プリモノBOOK」では、2012年6月3日放送分まで近畿地方（主に大阪市内）の街を毎週散策していた。

## 出演番組

### テレビバラエティ
現在の出演番組
- よしもと新喜劇（毎日放送）- 準レギュラー
- よしもと新喜劇NEXT〜小籔千豊には怒られたくない〜（MBSテレビ）- 準レギュラー

過去の出演番組
- ぶったま!（関西テレビ）
- NNN Newsリアルタイム（日本テレビ）　※激盛りの店 準レギュラー
- チャンピオンズ〜達人のワザが世界を救う〜（テレビ東京） ※レギュラー
- あほやねん!すきやねん!（NHK大阪放送局） ※木・金曜
- 爆劇!新base隊（MBSテレビ）※準レギュラー
- ごきげん!ブランニュ（ABCテレビ） ※パラ娘。メンバー
- いきなり!黄金伝説。（テレビ朝日）※不定期で出演
- ちちんぷいぷい（MBSテレビ、2009年7月21日 - 2010年5月31日：火曜→2010年6月7日 - 2011年9月26日：月曜「こんなん初めて食べました」→2011年10月7日 - 2012年3月30日：金曜「宇都宮まきの週末ゴー!」リポーター→2014年4月から月曜レギュラー兼「いつかはなりたい小料理屋の女将」リポーターとして復帰→2015年10月から水曜レギュラー兼「旬果秋冬 今年はど〜う?」リポーター→2017年10月から木曜隔週レギュラー→2019年4月 - 2021年3月：金曜隔週レギュラー）
- 今ちゃんの「実は…」（ABCテレビ）- 準レギュラー
- エリまき早希の芸人強化合宿〜秋の瀬戸内編〜（ABCテレビ、2010年11月19日）
- Music&Entertainment ガチカメ（読売テレビ）※レギュラー
- ごきげんライフスタイル よ〜いドン!（関西テレビ、 - 2012年3月5日)
- プリ♥プリ→プリプリ（MBSテレビ、2012年4月6日 - 2013年3月15日）司会
- 熱血!人情派コメディ しゃかりき駐在さん（ABCテレビ）スナック「フラワームーン」のホステス役
- 天真爛漫☆セキララ子〜恋敗女子のための幸せ応援バラエティ〜（ABCテレビ、2013年1月 - 3月）
- せやねん!（MBSテレビ、2013年4月 - 2021年10月）
- 知ってるor知ったか?クイズ!バレベルの塔（ABCテレビ） ※準レギュラー
- ロケみつ 〜フライデー〜（毎日放送）
- 雨上がり食楽部（関西テレビ）※レギュラー
- 真夜中市場〜ハイヒールの眠れない夜〜（関西テレビ）※準レギュラー
- 音楽ノチカラ→音力 - ONCHIKA -（読売テレビ）- MC

### テレビドラマ
- 芋たこなんきん 第111 - 112話（2007年2月13 - 14日、NHK）
- 火車（テレビ朝日、2011年11月5日） - 受付嬢 役
- IP〜サイバー捜査班 IP_8・IP_FINAL（2021年9月9日 - 9月16日 、テレビ朝日）

### CSテレビ
- 戦え!キャプテンボニータ　#8（チャンネルNECO）

### CM
- まるがめブルーナイター（丸亀競艇場）
- 大阪王将 - 「餃子家族」トミーズ（両方）と共演
- ダイワサイクル（2012年3月） - 小籔千豊と出演
- KIRIN 淡麗（2016年）
- 吉村一建設 「ゆめすみか」（2020年5月 - ） - 吉本新喜劇の後輩座員・信濃岳夫と共演

### 映画
- 日常〜恋の声〜（2007年）
- 鬼ガール!!（2020年） - 雉本先生 役

### ラジオ
- MBSサウンドキングダム（木曜パーソナリティ、MBSラジオ、2008年3月 - 2009年4月）
- 宇都宮まきのまきドキッ!（MBSラジオ、2015年4月5日 - ）
  - ラジオショッピングコーナーを内包するトーク番組で、2015年9月27日までは、毎週日曜日の8:30 - 8:57に放送。同年10月以降は、『MBSマンデースペシャル』（月曜日20:00 - 21:00）内の週替わり企画として、毎月（または隔月）に1回のペースで放送を続けている。
- 上泉雄一のええなぁ!（木曜パートナー代理、MBSラジオ、2015年12月3日 - 2016年9月）
  - 先輩芸人で本来の木曜パートナー・なるみが第1子の産前産後休暇へ入ったことを機に、休演期間中の週替わりパートナーの1人として出演。2016年5月になるみが芸能活動を再開してからも、出演を続けていた。
- ほんまもん!原田年晴です（火曜パートナー、ラジオ大阪、2018年4月2日 - 2019年9月17日 ）

## 参加作品のDVD
- 『喜劇王しんべえす』 - TV番組『爆劇!新base隊』のDVD。まだスレンダーではない頃の出演作。
- 『うめだ花月 2周年記念DVD 永久保存盤』 - (『A級保存盤』とは別のDVD)
- 『新喜劇フゥ〜!!』 - ルミネtheよしもと公演の収録。
- 『ビッグポルノ』

## CD
- 『KING SIZE RADIO CD 〜MAJOR LEAGUE MIX〜』 - ジャケットモデル
- 吉本新喜劇ィズ『Luck book new joy play?』

## 著書
- 『六畳一間のシンデレラ 〜押入れで育てられた私〜』（ISBN 9784847018206、ワニブックス、2008年12月） - エッセイ